# Quilles du Ponthieu
Le jeu de quilles du Ponthieu est un jeu d'adresse traditionnel de la Picardie en France de la même famille des quilles de la Vallée de la Nièvre et des quilles de la Thiérache. La pratique du jeu de quilles du Ponthieu a été inscrite à l'Inventaire du patrimoine culturel immatériel en France en 2012.

## Histoire
Ponthieu est le nom d'un ancien comté en France où cette modalité de jeu de quilles aurait été créée. Les jeux de quilles en général ont une origine très ancienne attestée par le vocabulaire celte. Les quilles de Ponthieu sont mentionnées dans le livre Gargantua de Rabelais,.

## Règles du jeu
L'objectif du jeu est de faire tomber plus de quilles que l'adversaire en faisant trois lancées depuis les trois pistes qui composent le terrain de jeu. Chaque quille renversée correspond à un point.

### Terrain et éléments matériels du jeu
Le jeu de quilles du Ponthieu peut être joué dans différents types de terrain : pelouse, terrain sablonné, terre, béton. Neuf quilles en bois mesurant environ 55 cm de hauteur et pèsent de 4 à 5 kg. Elles sont positionnées en trois rangées de trois, dans un espace rectangulaire d'environ 1,9 mètre par 1,7 mètre. Les joueurs déterminent trois pistes de lancement d'environ 5 mètres chacune : une dans le prolongement central du rectangle contenant les quilles et deux autres dans les latérales à un angle de 45° degrés environ de la première. La boule est faite en bois plein cerclé de métal pour éviter l'éclatement. Son poids varie entre 5 et 13 kg et elle contient un trou qui fait l'office d'une poignée et facilite l'attrapage par les doigts du joueur,,.

### Déroulement d'une partie
À son tour, chaque joueur lance la boule 3 fois : une de chaque extrémité de chacune des pistes. Après chaque lancer, les quilles éventuellement renversées sont redressées. Chaque quille renversée correspond à un point. Quand les deux joueurs qui s'affrontent ont fait leurs trois lancers, les points sont comptés et celui qui a obtenu le plus de points est le gagnant.

## Jeux similaires
- Quilles boulonnaises
- Jeu de quilles au maillet
- Quilles de huit
- Le bowling
- Quilles de neuf
- Quilles Saint-Gall
- Ninepin Bowling Classic
- Mölkky
- Kyykkä